# ویلسون پرز
ویلسون پرز (اسپانیایی: Wilson Pérez‎؛ زادهٔ ۹ اوت ۱۹۶۷) بازیکن فوتبال اهل کلمبیا بود.
از باشگاه‌هایی که در آن بازی کرده‌است می‌توان به باشگاه ورزشی اتلتیکو جونیور اشاره کرد.
وی همچنین در تیم ملی فوتبال کلمبیا بازی کرده‌است.